# گو سوئدا
گو سوئدا (انگلیسی: Go Soeda؛ زاده ۵ سپتامبر ۱۹۸۴) یک تنیس‌باز اهل ژاپن است.